# Theodor Funk
Theodor Funk (* 25. Oktober 1826 in Biberach an der Riß; † 12. März 1896 ebenda) war ein württembergischer Oberamtmann.

## Leben
Funk, Sohn eines Konditors und evangelischer Konfession, studierte in Tübingen von 1844 bis 1849 Regiminalwissenschaft. Er legte 1849 die erste und 1850 die zweite Dienstprüfung ab.
Danach trat er in die württembergische Innenverwaltung ein. Er leitete als Oberamtmann das Oberamt Wangen von 1870 bis 1876.